# 済生会広島病院
済生会広島病院（さいせいかいひろしまびょういん）は、社会福祉法人恩賜財団済生会支部広島県済生会が広島県安芸郡坂町に設置する病院。

## 診療科
（この節の出典）
- 循環器内科
- 消化器内科
- 脳神経内科
- 呼吸器内科
- 一般・消化器外科
- 乳腺外科
- 整形外科
- 形成外科
- 脳神経外科
- 放射線科
- 皮膚科
- 泌尿器科
- 眼科
- リハビリテーション科
- 麻酔科

## 医療機関の指定・認定
（下表の出典）
| 保険医療機関                   | 原子爆弾被害者一般疾病医療取扱医療機関 |
| 労災保険指定医療機関           | 臨床研修病院（協力型）                 |
| 生活保護法指定医療機関         | 特定疾患治療研究事業委託医療機関       |
| 結核指定医療機関               | DPC対象病院                            |
| 指定小児慢性特定疾病医療機関   | 無料低額診療事業実施医療機関           |
| 原子爆弾被害者医療指定医療機関 |                                        |

- 救急告示病院[4]
- このほか、各種法令による指定・認定病院であるとともに、各学会の認定施設でもある。

## 交通アクセス
- 呉線（JR西日本）矢野駅または坂駅より徒歩20分[5]
- 一般駐車場270台
- 済生会広島病院前 バス停
  - 3（広電バス[6]） 矢野駅前・矢野ニュータウン・熊野町・焼山方面
  - 6 安芸南線（芸陽バス[7]） - 矢野大浜・海田市駅方面
  - 坂町循環バス（坂・北新地線 / 横浜・北新地線 / 小屋浦・北新地線）[8] - 坂町役場・坂駅前方面
- 安芸南高校北 バス停（徒歩10分）
  - 41（広電バス） 広島バスセンター・市役所前・東雲方面 / 矢野ニュータウン・熊野町・焼山方面